# Flugunfall der Air Turks and Caicos 2007
Der Flugunfall der Air Turks and Caicos 2007 ereignete sich am 23. Februar 2007. An diesem Tag verunglückte eine Maschine des Typs Beechcraft 200C Super King Air, als der Pilot kurz nach dem Start die Kontrolle über die Maschine verlor. Die Maschine stürzte in eine Lagune. Toxikologische Untersuchungen ergaben, dass der Pilot, der bei dem Unfall ums Leben gekommen war, unter Alkoholeinfluss gestanden hatte und dass daher sein Orientierungsvermögen beeinträchtigt war.

## Maschine
Bei der verunfallten Maschine handelte es sich um eine Beechcraft 200C Super King Air, welche 1989 mit der Werknummer BB-131 gebaut wurde. Die Maschine hatte sich im Laufe der Jahre im Besitz verschiedener Unternehmen in den USA und Australien befunden und in dieser Zeit die Luftfahrzeugkennzeichen N3228X, VH-AMB und ab dem 18. Juni 2004 VH-BQR getragen. Die Air Turks and Caicos übernahm die Maschine zum 2. Februar 2005 und ließ sie mit dem neuen Kennzeichen VP-TIU wieder zu. Das zweimotorige Geschäftsreiseflugzeug war mit zwei Turboproptriebwerken des Typs Pratt & Whitney Canada PT6A-41 ausgestattet. Die Gesamtbetriebsleistung der Maschine betrug zwei Tage vor dem Unfall 24.578 Betriebsstunden, auf die 31.684 Starts und Landungen (=Flugzyklen) entfielen.

## Insassen
Den inländischen Linienflug vom North Caicos Airport zum Flughafen Grand Turk hatten fünf Fluggäste angetreten, die an einer im Vorfeld der nationalen Wahlen organisierten politischen Kundgebung in Grand Turk teilnehmen wollten. Als einziges Besatzungsmitglied befand sich ein 46-jähriger Pilot an Bord, der über 8.500 Stunden Flugerfahrung verfügte, wovon 394 Stunden auf die Beechcraft Super King Air entfielen.

## Unfallhergang
Einer der späteren Passagiere hatte die Ankunft der Maschine auf dem Flughafen beobachtet. Der Pilot habe die Beechcraft auf dem kleinen Vorfeld des Flughafens North Caicos geparkt und sei noch einmal nach Hause gegangen, um persönliche Gegenstände abzuholen. Die Maschine stand in dieser Zeit unbeaufsichtigt auf dem Vorfeld. Als der Pilot zurückkehrte, versammelten sich vier der fünf Passagiere um die Maschine, ein weiterer kam kurz darauf hinzu. Der Pilot, der aus der Umgebung stammte und den Passagieren persönlich bekannt war, schien in guter Verfassung zu sein. Da ein Großteil des Verkehrs auf den Turks- und Caicosinseln per Flugzeug abgewickelt wurde und wird, waren die Passagiere auch mit dem Fliegen als solches und mit den Maschinen des Betreibers vertraut. Manche von ihnen waren häufiger mit der späteren Unfallmaschine geflogen. Der Pilot überwachte das Boarding und trug den Passagieren anschließend die Sicherheitshinweise vor. Er habe danach einen Mobilfunkanruf getätigt, vermutlich, um die Flugsicherung von Providenciales über den geplanten Flug zu benachrichtigen. Bevor er sich selbst ans Steuer setzte, teilte der Pilot den Passagieren mit, dass einige Turbulenzen zu erwarten seien. Die Maschine rollte am östlichen Ende auf die Startbahn für einen Start von Bahn 08. Der Start der Maschine wurde nach Einbruch der Dunkelheit durchgeführt, es war eine Stunde nach Sonnenuntergang und der Mond war noch nicht aufgegangen, sodass insgesamt wenige visuelle Referenzpunkte zur Verfügung standen. Da der Start außerhalb der normalen Betriebszeiten des Flughafens durchgeführt wurde, waren keine Fluglotsen mehr im Dienst. Die Startbahnbefeuerung wurde durch den Dienstleiter des Flughafenbetreibers bedient. Die Maschine hob um 18:40 Uhr ab. Kurz nach dem Start wurde beobachtet, wie die Maschine eine Rechtskurve flog, was dem vorgesehenen Kurs in Richtung des 54 nautische Meilen südöstlich gelegenen Grand Turk entsprach. Beim Fliegen der Kurve erreichte die Maschine einen exzessiven Rollwinkel, der dazu führte, dass sie zu sinken begann. Die Maschine sank weiter, bis sie mit erheblicher Horizontalgeschwindigkeit in eine Lagune stürzte. Alle Insassen überlebten den Aufprall, einige waren jedoch schwerer verletzt. Der Pilot starb, bevor er fachärztlich behandelt werden konnte.

## Unfalluntersuchung
Die Maschine war beim Aufschlag auseinandergebrochen, sie lag fast auf der Rumpfoberseite, wobei der Rumpf als solcher relativ intakt geblieben war. Die Wrackteile lagen auf einer Länge von 370 Metern und auf einem Kurs von 220 Grad verstreut. Die Position der Wrackteile ließ darauf schließen, dass die Maschine relativ horizontal ausgerichtet und mit einer moderaten Sink-, aber einer recht hohen Horizontalgeschwindigkeit aufgeschlagen war. Die Ermittler konnten feststellen, dass die Maschine beim Aufprall strukturell intakt war und der Pilot sie unter Kontrolle hatte. Es konnte ausgeschlossen werden, dass ein Triebwerksproblem vorgelegen hatte, da zweifelsfrei festgestellt werden konnte, dass die Triebwerke beim Aufprall liefen. Obwohl eine leichte Schubasymmetrie festgestellt werden konnte, urteilten die Unfallermittler, dass diese keine Auswirkung auf den Unfall gehabt hätte. Keiner der Passagiere berichtete von Problemen mit der Maschine und sie alle waren sich des bevorstehenden Aufpralls nicht bewusst. Die Umstände des Unfalls ließen darauf schließen, dass der Pilot einer räumlichen Desorientierung erlegen und daraufhin von der vorgesehenen Flugroute abgekommen war, wodurch die Maschine in eine Fluglage geraten war, aus der sie nicht mehr abgefangen werden konnte. Der Pilot habe offenbar versucht, die Maschine noch abzufangen, was aufgrund der Fluglage und geringen Flughöhe jedoch nicht möglich war. Er habe vor dem Aufprall noch die Sinkrate verringern können und die Maschine in eine horizontale Fluglage gebracht, was die Überlebenschancen der Insassen erhöht hatte. Die mondlose Nacht habe einen entscheidenden Faktor gespielt, der zur räumlichen Desorientierung geführt haben könnte. Ferner ergaben toxikologische Untersuchungen, dass der Pilot Alkohol konsumiert hatte. Obwohl sein Blutalkoholwert innerhalb der rechtlich zulässigen Grenzen lag, habe der Alkoholeinfluss ihn noch anfälliger für eine mögliche räumliche Desorientierung gemacht. Der Flug sei zudem von einem einzelnen Piloten durchgeführt worden, obwohl rechtlichen Bestimmungen zufolge zwei Piloten im Cockpit hätten anwesend sein müssen. Die Anwesenheit eines zweiten Piloten an Bord hätte nach Ansicht der Ermittler entscheidend dazu beitragen können, die Risiken einer räumlichen Desorientierung zu minimieren.